# 米倉千尋のSMILE GO HAPPY
『米倉千尋のSMILE GO HAPPY』（よねくらちひろのスマイル・ゴー・ハッピー）は、2000年（平成12年）1月2日から2010年（平成22年）3月28日まで東海ラジオ放送ほかで放送されていたラジオ番組。番組リスナーのことをスマイラーズと呼び、ラジオネームのことをスマイルネームと呼ぶ。

## パーソナリティ
- 米倉千尋
- 間島淳司

## 放送時間
- 東海ラジオ - 日曜 24:00〜24:30（制作局）
- KBS京都 - 日曜 22:30〜23:00
- 文化放送 - 月曜 25:30〜26:00
- ラジオ関西 - 土曜 24:00〜24:30

## コーナー
Life is Beautiful!（ライフ・イズ・ビューティフォー!）
ふつうのお便りを紹介する。
スマイルゴーハッピー杯 これがホントの!天国と地獄
毎月、お題に沿った川柳を毎週3句紹介する。最優秀作品にはリクエスト（米倉千尋曲）が掛かる。ただし、最優秀作品にリクエスト曲が書かれていない場合は、彼女が選んだ曲を掛ける。
ジャック・オッフェンバックのオペレッタ「地獄のオルフェ（邦題「天国と地獄」）」の序曲がコーナー中にBGMとしてかかっていた。
ザ・武士道
リスナーの武士道を紹介する。
仁義なき戦い
月末に行われる。「○○vs××」という形式の2択のお題に対して、支持する方と支持理由を述べる。
進め!オススメ!
米倉千尋もしくはリスナーがオススメしたいものを紹介していくコーナー。
今週の寝言
短いコメントを、エンディングで紹介する。